# خانه دکتربهشتی
خانه دکتربهشتی مربوط به دوره پهلوی است و در اصفهان، خیابان شهید بهشتی، کوچه شهید بهشتی واقع شده و این اثر در تاریخ ۲۲ مرداد ۱۳۸۴ با شمارهٔ ثبت ۱۳۰۸۴ به‌عنوان یکی از آثار ملی ایران به ثبت رسیده است.